# Ressource historique provinciale

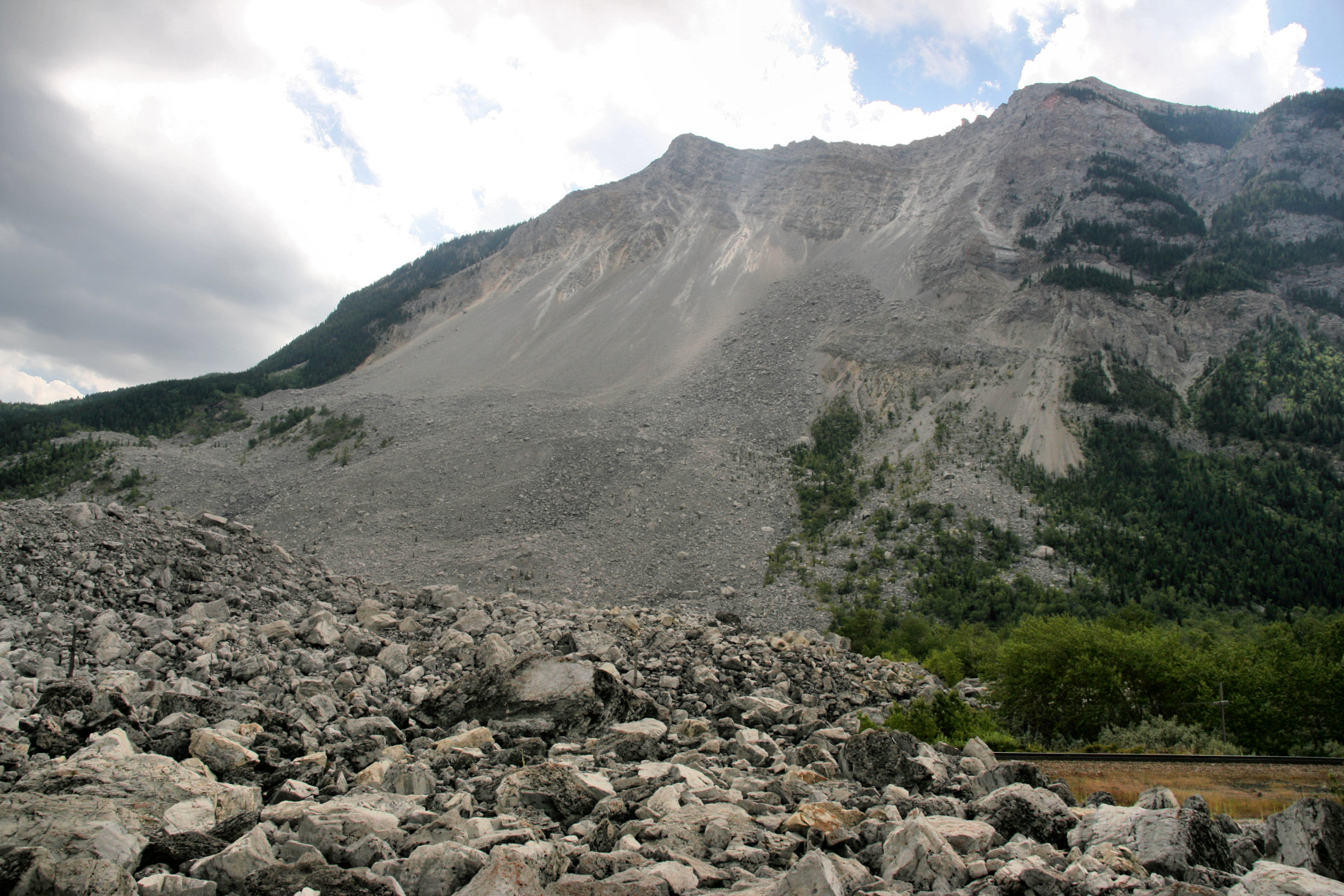
L'éboulis de Frank, désigné en 1977

Une ressource historique provinciale (anglais : Provincial Historic Resources) est un statut légal de protection patrimonial donné par le Gouvernement de l'Alberta. Pour obtenir ce statut un lieu ou un bâtiment doit être associé à un aspect important du passé de l'Alberta. Il doit avoir aussi conservé un niveau d'intégrité suffisant pour mériter se statut.

## Critère de désignation
Les biens pouvant être désignés sont les constructions, les sites archéologiques et paléontologique et autres biens immeubles présentant une valeur historique, culturelle, naturelle, scientifique ou bien esthétique.

## Protection

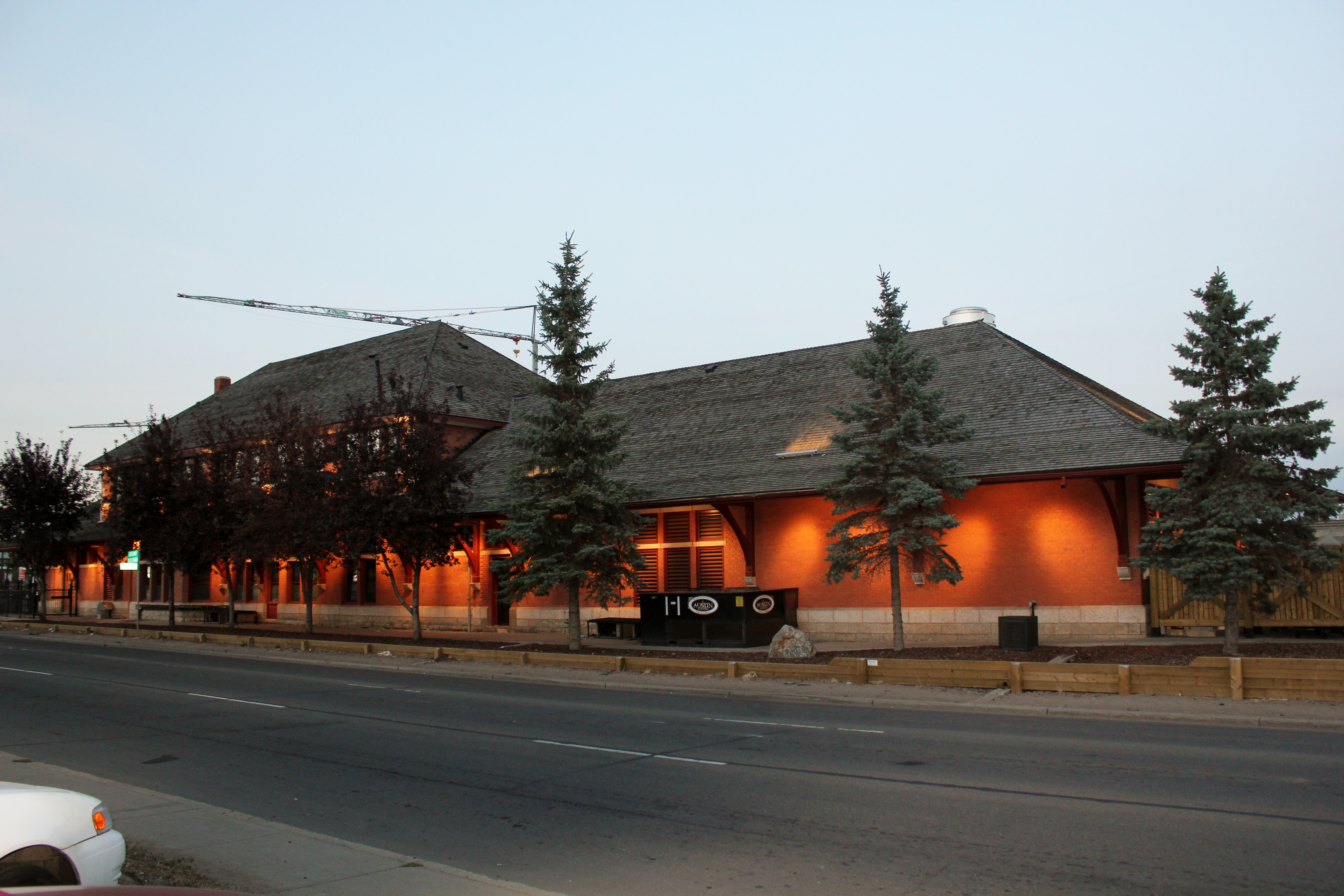
Gare de Strathcona, désignée en 2004.

Une fois qu'un bien a été désigné, les propriétaires de ce dernier sont considérés sont intendant. À moins d'une autorisation du ministre il est interdit de détruire, déranger, modifier, restaurer, réparer ou enlever un bien. 

## Ressource historique répertoriée
La province a un deuxième statut de protection, soit la ressource historique répertoriée (anglais : Registered Historic Resource). Cependant depuis 2005, la province ne désigne plus de nouveau bien sous ce statut. La grande différence est que les propriétaires doivent émettre un avis au ministre 90 jours avant d'effectuer des modifications sur le bien.